# Eugenia crassicaulis
Eugenia crassicaulis är en myrtenväxtart som beskrevs av George Richardson Proctor. Eugenia crassicaulis ingår i släktet Eugenia och familjen myrtenväxter. IUCN kategoriserar arten globalt som starkt hotad.
Artens utbredningsområde är Jamaica. Inga underarter finns listade i Catalogue of Life.